# Whareama (fleuve)
Le fleuve Whareama  est un cours d’eau de la région de  Wellington de l’Île du Nord de la Nouvelle-Zélande. 

## Géographie
Il s’écoule généralement vers le sud à partir de son origine à l’ouest de Castlepoint pour atteindre l’Océan Pacifique à 40 km à l’est de Masterton.